# The Lazarus Man
 (juillet 2018).
The Lazarus Man (ou en version française L'Homme sans visage) est une série télévisée américaine en 22 épisodes de 43 minutes créée par Dick Beebe, Collenne O'Dwyer et Michael Ogiens dont seulement vingt épisodes ont été diffusés entre le 20 janvier et le 9 novembre 1996 sur TNT.
En France, la série a été diffusée à partir du 28 mars 1998 sur Canal Jimmy. Elle reste inédite dans les autres pays francophones.

## Synopsis
1865, San Sebastian, Texas. Un homme laissé pour mort dans une tombe se réveille amnésique. Le seul souvenir qu'il a en mémoire est d'avoir été témoin de l'assassinat de Lincoln ainsi que du visage du tueur. Il va devoir retrouver ses souvenirs afin de dénoncer les instigateurs du complot ayant mené au meurtre du Président des États-Unis.

## Fiche technique
- Titre original : The Lazarus Man
- Titre français : L'Homme sans visage
- Création de la série : Dick Beebe, Colleen O'Dwyer et Michael Ogiens
- Producteur superviseur : Dick Beebe
- Producteur exécutif : Michael Ogiens
- Coproducteur exécutif : Norman S. Powell
- Producteurs : Marc Scott Zicree, John Binder et Harvey Frand
- Coproducteur : Colleen O'Dwyer
- Producteurs associés : Bruce Margolis et Tony Palermo
- Thème musical : John Debney
- Musique : John Debney et Charles Sydnor
- Photographie : Ross A. Maehl et Gary Holt
- Montage : Scott Powell et Christopher Nelson
- Distribution : Susan Booker et Sharon Bialy
- Création des décors : William Sandell
- Supervision des costumes : Frances Harrison Hays
- Coordination des effets spéciaux : Andre G. Ellingson
- Compagnie des effets visuels : Bob Lloyd
- Compagnie de production : Castle Rock Entertainment
- Compagnie de distribution : Turner Network Television
- Ratio image : 1.33.1 plein écran
- Son : 2.0 Mono Stéréo
- Durée : 60 minutes
- Image : Couleurs

## Distribution
- Robert Urich : James Cathcart

## Épisodes
1. Le Cavalier sans nom, première partie (Awakening, Part One)
2. Le Cavalier sans nom, deuxième partie (Awakening, Part Two)
3. Le Palais des rêves (The Palace of Dreams)
4. Le Purgatoire (Purgatory)
5. Conspirateur (The Conspirator)
6. Le Général qui voulait être roi (The Boy General)
7. Convoyeur de bétail (The Cattle Drive)
8. Le Journal intime (Panorama)
9. La Prison en papier (The Wallpaper Prison)
10. Le Chat sauvage (The Catamount)
11. D'entre les morts (Among the Dead)
12. L'Homme du spectacle (The Journal)
13. Jehovah et fils (Jehovah and Son, Inc.)
14. Les Commanches (The Rescue)
15. Le Tueur (Killer)
16. Le Hold-Up (The Hold-Up)
17. La Pénitence (The Penance)
18. Le Shérif (The Sheriff)
19. L'Ange diabolique (Shadow)
20. Un ennemi pas comme les autres (Quality of the Enemy)
21. La Roue du Tartare (The Tartarus Wheel)
22. Danse avec les ombres (Dance with Shadows)